# Северин (Беловарско-Билогорская жупания)
Северин (хорв. Severin) — община с центром в одноимённом посёлке в центральной части Хорватии, в Беловарско-Билогорской жупании. Население общины 877 человек (2011), община состоит из двух посёлков: Северин (536 человек) и Оровац (341 человек).
Большинство населения общины составляют хорваты — 87 %, сербы составляют 8,2 % населения. Площадь общины составляет всего 25,91 км², что делает её самой маленькой общиной жупании.
Населённые пункты общины находятся у подножия холмистой гряды Билогора. В 8 км к северо-западу расположен город Бьеловар. По территории общины проходит шоссе D28 Бьеловар — Дарувар и местные дороги. Община образована в 1997 году выделением из общины Нова-Рача.